# Raoul Blanchard
Raoul Blanchard (* 4. September 1877 in Orléans; † 24. März 1965 in Paris) war ein französischer Geograph.
Blanchard studierte ab 1897 Geographie an der École normale supérieure bei Paul Vidal de la Blache mit der Agrégation 1900. Danach war er Lehrer in Douai. Seine Dissertation über Flandern, 1906 erschienen (Le Flandre, Armand Collin, Paris), verschaffte ihm eine Stellung an der Universität Grenoble, wo er 1913 Professor wurde und das Institut de géographie alpine mit einer eigenen Zeitschrift (Revue de géographie alpine) gründete. Neben der Erforschung der Geographie der Alpen widmete er sich auch dem französischen Kanada, speziell Québec, worüber er mehrere Werke schrieb. Sein Interesse dafür begann, als er 1922 bis 1936 Professor in Harvard war und von dort Québec regelmäßig bereiste. 1937 bis 1958 erschien sein zwölfbändiges Werk über die Geographie der Alpen (Les alpes occidentales).
1936 wurde Blanchard in die American Academy of Arts and Sciences gewählt. 1960 erhielt er die Goldmedaille des CNRS. 1958 wurde er Mitglied der Académie des sciences morales et politiques. Ein Berg in der Provinz Québec ist nach ihm benannt.

## Werke
Raoul Blanchard schrieb 290 Bücher und Artikel zu vielfältigen Themen; insbesondere Flandern, Französische Alpen, Europa, Nordamerika and Québec.
- La Flandre. Étude de géographie de la plaine flamande, en France, Belgique et Hollande, Armand Colin, Paris, 1906
- « L’Habitation en Queyras », La Géographie, 1909
- « Sur quelques géants américains », Journal de la Société des Américanistes de Paris, Paris, 1909.
- Grenoble, étude de géographie urbaine, Armand Colin, Paris, 1911
- Rapport général de l'exposition internationale de la houille blanche, Grands établissements de l'imprimerie générale, Grenoble, 1925
- Les Alpes françaises, Armand Colin, Paris, 1925
- « Asie occidentale », Géographie universelle, Paris, 1929
- « La presqu'île de Gaspé », Revue de Géographie Alpine, Grenoble, 1930
- « Les Problèmes du Canada français », Académie des sciences morales et politiques, Paris, 1932
- « L'Amérique du Nord : États-Unis, Canada et Alaska », Fayard, Paris, 1933
- « Géographie de l'industrie », 1934
- L'Est du Canada français, Province de Québec, 2 vol., Montréal, 1935
- A geography of Europe, together with Raymond E. Christ, Henry Holt, New York, 1935
- Grenoble, étude de géographie urbaine, 3e edition, Librairie Didier & Richard, Grenoble, 1935.
- « Géographie de Québec », Bulletin de la Société de Statistique, Grenoble, 1935.
- Les Alpes occidentales, 1937; 1958
- Géographie générale, 1938
- Le Centre du Canada français, 1947
- Montréal : esquisse de géographie urbaine, 1947.
- Le Québec par l'image, 1949
- La Mauricie, 1950
- Les Alpes et leur destin, Fayard, Paris, 1953
- L'Ouest du Canada français, 5 vol., Montréal, 1953–1954.
- Réflexions sur les hautes vallées alpestres, Grenoble, 1958
- Le Canada français, 1960–1964
- Le Canada français, 3e edition, Presses universitaires de France, Paris, 1970